# Manuel Coppola
Manuel Coppola (ur. 11 maja 1982 w Rzymie) – włoski piłkarz występujący na pozycji defensywnego pomocnika. Obecnie gra w Sienia.

## Kariera klubowa
Manuel Coppola zawodową karierę rozpoczął w 2000 w Tivoli Calcio. Grał tam przez cztery sezony, w trakcie których wystąpił w 74 ligowych pojedynkach. Następnie przeniósł się do zespołu Brindisi, z którym w sezonie 2003/2004 zajął drugie miejsce w swojej grupie w rozgrywkach Serie C1. Latem 2004 Coppola trafił do drugoligowej Salernitany. W jej barwach od razu wywalczył sobie miejsce w podstawowej jedenastce, jednak na Stadio Arechi spędził tylko jeden sezon.
Kolejnym klubem w karierze Coppoli była Genoa CFC, z którą wychowanek Tivoli w ciągu dwóch lat awansował z trzeciej do pierwszej ligi. Włoski pomocnik w Serie A pełnił jednak rolę rezerwowego i w styczniu 2008 został wypożyczony do innej drużyny występującej w najwyższej klasie rozgrywek w kraju – Sieny. W rundzie wiosennej rozgrywek 2007/2008 Coppola wystąpił w jedenastu meczach tego zespołu i pozostał w tym zespole na kolejny sezon.
26 czerwca 2009 Coppola został zawodnikiem beniaminka Serie A – Parmy, do której dołączył razem z Daniele Galloppą w zamian za Francesco Parraviciniego i Reginaldo. 28 sierpnia 2009 został wypożyczony do drugoligowego Torino FC, a po sezonie wrócił do Parmy.
29 sierpnia 2010 Coppola wystąpił w meczu Parmy z Brescią, a dzień później został sprzedany do Lecce.